# 30 v.Chr.
Het jaar 30 v.Chr. is een jaartal volgens de christelijke jaartelling. 

## Gebeurtenissen

### Italië
- In Rome wordt Gaius Julius Caesar Octavianus voor de vierde maal gekozen tot consul van het Imperium Romanum.
- Einde van de Vierde Romeinse Burgeroorlog: Octavianus is de onbetwiste heerser (imperator) over de "Mare Nostrum".

### Egypte
- Octavianus Caesar landt met een Romeins expeditieleger bij Pelusium, na de inname van Alexandrië wordt Egypte ingelijfd bij de Romeinse Republiek.
- Octavianius ontfermt zich over de kinderen van Cleopatra; Alexander Helios en Cleopatra Selene worden in Rome opgevoed door Octavia Thurina.
- Marcus Antonius Antyllus en Ptolemaeus XV Caesarion, worden door Octavianus gevangengenomen en in het openbaar geëxecuteerd (gewurgd).
- 12 augustus - Marcus Antonius en Cleopatra VII plegen zelfmoord. Antonius stort zich op zijn zwaard en Cleopatra laat zich bijten door een adder.

### Europa
- De Bataven vestigen zich in de Rijndelta (huidige Nederland) en worden als huurtroepen bij het Romeinse leger ingezet om de Rijngrens te verdedigen.

### Japan
- Keizer Suinin (30 v.Chr. - 70) bestijgt de troon.

## Geboren
- Marbod, koning van de Marcomannen

## Overleden
- Cleopatra (39), laatste koningin van Egypte
- Diodorus Siculus, Grieks historicus
- Marcus Antonius, Romeins consul en veldheer
- Marcus Antonius Antyllus, zoon van Marcus Antonius
- Ptolemaeus XV Caesarion, zoon van Gaius Julius Caesar